# Литовски литас
Литасът (на литовски: litas), мн. ч. litai или litų е бивша парична единица на Литва от 1922 до 1941 г. и от 1993 г. до 2014 г. Дели се на 100 цента. Международният код в ISO 4217 е LTL. Заменена е с еврото от 1 януари 2015 г. Постоянният курс на литовския литас към еврото е 3,45280 литаса за 1 евро.

## История
След Първата световна война в обращение в независимата Република Литва са платежните средства на други държави (например германската източна рубла). Поради липсата на собствена легална банка издател, по споразумение с германската източна кредитна служба, официалният платежен инструмент в Литва е Остмарката (германската източна рубла), наречена Ауксинас. В средата на 1922 г. в Литва, поради хиперинфлацията на остмарката, нормалното функциониране на търговията, финансите и кредитите е нарушено. Литовският сейм спешно приема закон за въвеждането на литасът и създаването на Банката на Литва. Временни банкноти с дата на издаване 10 септември 1922 г. са издадени на 25 септември. Литасът е пуснат де юре в обращение на 1 октомври, но де факто на 2 октомври 1922 година. Съдържанието на злато в литасът е определено на 0,1504602 g чисто злато, което съответства на 1/10 от съдържанието на злато в щатския долар. Обмяната на ауксини за литаси е извършен по курс, определен седмично от министъра на финансите, като се вземат предвид съотношението на марката и долара. Първоначалното съотношение е 175:1. Според това съотношение са отчетени железопътни и пощенски ставки, данъци, облигации, депозити в спестовни банки и др. Банкнотите са отпечатани в Англия, Чехословакия и Германия. Монетите от 1925 г. са сечени и в чужбина. Монетите от 1936 и 1938 г. са сечени в Каунас. След присъединяването на Литва към СССР (през 1940 г.), от 25 март 1941 г. литасът е заменен от съветската рубла. След възстановяването на независимостта на страната като платежно средство, от 5 август 1991 г. се използват временни пари – така наречените „вагнорки“, по името на литовския премиер Гедиминас Вагнорий. На 1 октомври 1992 г. те са обявени за единственото законно платежно средство.
Литасът е издаден на 25 юни 1993 г. Временните пари са променени в съотношение 100: 1 и изтеглени от обращение до 20 юли 1993 г.
От 1 януари 2015 г. законното платежно средство в Литва е еврото. Обмяната на литаса се извършва в съотношение: 1 евро = 3,4528 лита. Периодът на паралелно разпространение на литасите и еврото е от 1 до 15 януари 2015 г. Литасите са разменени за евро по пощите и всички банки до 1 март 2015 г. След тази дата литасите се разменят само от Банката на Литва, като срокът за размяна не е определен.

## Интересни факти
- Контурите на Северна Америка и Европа забележимо се променят на банкнотата от 10 литаса от емисията 1993 г.[1]
- Банкнотите с номинална стойност 1000 литаса са отпечатани през 1991 г., но не са пуснати в обращение.[2]